# Péter Mansfeld

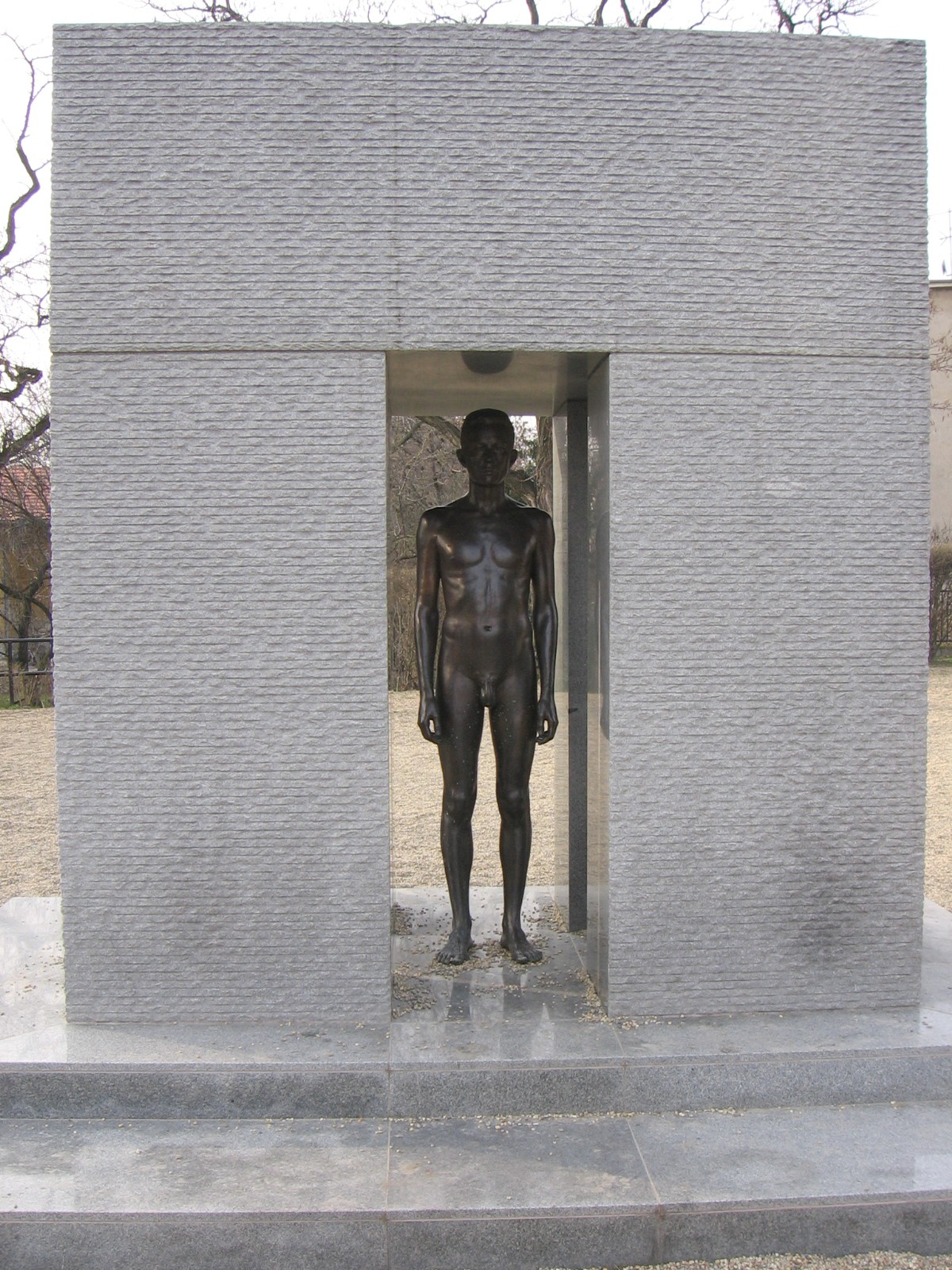
Mansfeldova socha v Budapešti

Péter Mansfeld (10. března 1941, Budapešť – 21. března 1959, Budapešť) byl maďarský učeň a přímý účastník protikomunistického povstání na podzim 1956. Za svou protistátní činnost byl nakonec komunistickým soudem odsouzen k trestu smrti a jedenáct dní po svých 18. narozeninách popraven. Je jednou z nejmladších obětí komunismu v Maďarsku.

## Biografie
Péter Mansfeld se narodil 10. března 1941 v Budapešti v tehdejším Maďarském království. Když mu byli čtyři roky, všechny mužské příslušníky jeho rodiny odvedla sovětská armáda na nucené práce. Jeho děd se již nevrátil. Později jeho otec József Mansfeld pracoval jako soukromý kadeřník. Rodiče se však roku 1951 rozešli a v roce 1953 úředně rozvedli. Péter zůstal spolu se svou sestrou a bratrem u matky.
Po ukončení základní školy na Medve utca se s dobrým prospěchem učil soustružníkem na učilišti v Csepelu. Roku 1956 byl přidělen do firmy MÁVAG.
Během povstání se připojil ke skupině pod vedením Jánose Szabó (zvaného Szabó bácsi), kde i přes svůj nízký věk a absenci řidičského oprávnění působil jako řidič, zpravodajská spojka a také šířil letáky. S povstalci setrval do večera 4. listopadu. Poté sháněl střelné zbraně (několik ukradl i z vily bývalého ministra vnitra Lászla Pirose), které následně schovával pro případ opětovného vypuknutí povstání.
Po potlačení povstání se vrátil zpět do školy. Roku 1957 byl přidělen do továrny Magyar Optikai Művek (MOM). Následující dva roky vyvíjel ilegální činnost. Dne 4. října 1957 byl zatčen za krádež auta, ale podařilo se mu uprchnout.
Zkraje roku 1958 založil ozbrojenou skupinu, kterou vedl spolu s Józsefem Blaskim. Dalšími členy byli: Rezső Bóna, Attila Egei a László Furka. Snažili se sehnat více zbraní a také peníze. Jejich největší akcí bylo zajetí hlídkujícího policisty dne 17. února před rakouským velvyslanectvím, kterého odzbrojili a nakonec propustili.
Dne 19. února 1958 byl zatčen. Soudní proces započal 28. října. Skupina byla shledána vinnou ve věci nedovoleného shromažďování a přechovávání zbraní a výbušnin, krádež, útěk a dalších protistátních činností. Dne 21. listopadu byli Mansfeld a József Blaski (který hrál u soudu šíleného) odsouzeni k doživotnímu trestu odnětí svobody. Zbytek členů jeho skupiny bylo odsouzeno k trestům odnětí svobody od 3 do 10 let.
Nejvyšší soud (Legfelsőbb Bíróság Népbírósági Tanácsa) však nakonec 19. března 1959 odsoudil Mansfelda k trestu smrti, který byl vykonán ráno 21. března, tedy jedenáct dní po jeho 18. narozeninách. Soud a poprava byly využity tehdejší komunistickou propagandou.
Péter Mansfeld se tak stal nejmladší obětí komunistických represí po potlačení povstání a boje za svobodu na podzim 1956.

## Památky
- Mansfeldovo jméno nese ulice v XVII. obvodu Budapešti a také v polské Poznani.
- V roce 2002 byla odhalena pamětní deska na dnešní Csepel-Sziget Műszaki Szakközépiskola v Budapešti.
- V roce 2004 byla odhalena socha v parku Veronika v II. obvodu Budapešti.
- V roce 2006 byl natočen maďarsko-kanadský film Mansfeld režiséra Andora Szilágyiho.[2]